# 12189 Dovgyj
12189 Dovgyj eller 1978 RQ1 är en asteroid i huvudbältet som upptäcktes den 5 september 1978 av den rysk-sovjetiske astronomen Nikolaj Tjernych vid Krims astrofysiska observatorium på Krim. Den har fått sitt namn efter den ukrainske vetenskapsmannen och politikern Stanislav Oleksijovytj Dovhyj.